# Воспрепятствование законной профессиональной деятельности журналистов в уголовном праве России
Воспрепятствование законной профессиональной деятельности журналистов в уголовном праве России — деяние, являющееся преступным согласно статье 144 Уголовного кодекса РФ. Уголовная ответственность устанавливается за создание помех профессиональной деятельности журналистов в виде принуждения их к распространению либо к отказу от распространения информации.

## Состав преступления

### Объект преступления
Основным непосредственным объектом данного преступления является урегулированный законодательством Российской Федерации порядок профессиональной деятельности журналистов. Основным нормативным актом, регулирующим такой порядок, является Закон РФ от 27 декабря 1991 года № 2124-1 «О средствах массовой информации». Данный закон предусматривает широкий перечень действий, которые могут препятствовать профессиональной деятельности журналистов, однако уголовная ответственность установлена лишь за деяние в форме принуждения их к распространению либо к отказу от распространения информации.
Потерпевшим от данного преступления может являться лицо, имеющее профессиональный статус журналиста. В соответствии с указанным выше законом, такой статус распространяется на:
- штатных сотрудников редакций, занимающихся редактированием, созданием, сбором или подготовкой сообщений и материалов для многотиражных газет и других средств массовой информации, продукция которых распространяется исключительно в пределах одного предприятия (объединения), организации, учреждения;
- авторов, не связанных с редакцией средства массовой информации трудовыми или иными договорными отношениями, но признаваемых ею своими внештатными авторами или корреспондентами, при выполнении ими поручений редакции.

### Объективная сторона преступления
Объективная сторона состава, предусмотренного ст. 144 УК РФ, включает в себя деяние, конкретное содержание которого в законе не раскрывается. Суть его раскрывается через общую направленность — воспрепятствование профессиональной деятельности журналиста, а также через описание способа: принуждение к распространению или отказу от распространения информации.
Конкретными составляющими принуждения, могут быть различного рода угрозы (например, угроза увольнения, понижения в должности, распространения порочащей информации, уничтожения, повреждения или изъятия имущества), либо фактическое совершение незаконных действий.
Состав формальный, деяние окончено с момента совершения действий, направленных на недопущение исполнения журналистом его профессиональных обязанностей.

### Субъект преступления
Субъектом преступления является физическое вменяемое лицо, достигшее 16-летнего возраста.

### Субъективная сторона преступления
Субъективная сторона характеризуется виной в форме прямого умысла и специальной целью — распространение определённого рода информации или воспрепятствование её распространению.

## Квалифицирующие признаки
Квалифицированные составы данного деяния предусмотрены частями 2 и 3 ст. 144 УК РФ.
Часть 2 ст. 144 УК РФ предусматривает ответственность за совершение деяния с использованием лицом своего служебного положения.
Часть 3 ст. 144 УК РФ предусматривает ответственность за совершение деяния с применением насилия к журналисту или его близкими, либо с повреждением или уничтожением их имущества, а равно с угрозой применения такого насилия.

## Резонансные дела
По статье 144 УК РФ «воспрепятствование профессиональной деятельности журналистов» в России очень редко возбуждают уголовные дела. По мнению главного редактора «Новой газеты», статья является «мёртвой», однако редакция регулярно подаёт по ней иски.
30 марта 2016 года Следственный комитет России завёл по ней уголовное дело в связи с резонансным нападением на журналистов и правозащитников в Ингушетии 9 марта того же года.
В августе 2016 года по данной статье был осужден соратник оппозиционера Алексея Навального Леонид Волков, который инициировал стычку с журналистом и повредил ему микрофон. За это ему присудили штраф в 30 тыс. рублей. Сам Волков считает этот приговор «политическим».